# Azra
Azra — югославський рок-гурт, із Загреба (тодішня Соціалістична Республіка Хорватія), який став популярним у Югославії у 1980-х роках. Колектив був сформований у 1977 році фронтменом Браніміром "Джонні" Штулічем (Branimir Štulić). Двома іншими членами оригінального складу були Мішо Хрняк (Міšо Hrnjak) (бас) і Борис Лайнер (Boris Leiner) (ударні); членами були i Юріца Паджен (Jurica Pađen), Стівен Кіп (Stephen Kipp), Юра Стубліч (Jura Stublić), Маріно Пелайіч (Marino Pelajić), Юрій Новоселіч (Jurij Novoselić), Младен Юрічіч (Mladen Juričić) i Бранко Хроматко (Branko Hromatko). 
Гурт отримав свою назву на честь вірша  з "Der ASRA" Генріха Гейне. Вони вважаються одним з найвпливовіших гуртів югославського рок-руху середини 80-х, так званого "novi val" (нова хвиля, тобто new wave).

## Історія
Свій перший сингл з піснями "Balkan" і "A šta da radim", вони випустили у 1979 році. Перший альбом під однойменною назвою "Azra" був виданий роком пізніше і досяг комерційного успіху і популяризував колектив по всій тодішній Югославії. Ця платівка вважається найсильнішим дебютом у історії югославського року. Наступні роки ознаменувалися плідною студійною та концертною діяльністю гурту - за досить короткий проміжок часу світ побачили подвійні, і навіть потрійні номерні та концертні альбоми. З часом змінюється звучання колективу - до складу гурту долучається духова секція. Також змін зазанають і тексти пісень - дебютувавши з переважно любовною лірикою, з часом, у репертуарі з'являються композиції і з політичним окрасом.
Свій останній студійний альбом Između krajnosti (між крайнощами) Azra випустила у 1987 році. У 1988 році група записала 4LP концертний альбом під назвою Zadovoljština (задоволення), після чого Штуліч вирішив розпустити колектив. Останній концерт відбувся на острові Хвар у 1990 році. Після цього, Бранімір переїздить до Нідерландів, де записав три сольних альбоми після переїзду в Houten. У 2003 році рокі виходить документальний фільм Sretno dijete, в якому  Азра зображується одним з флагманів рок-сцени в колишній Югославії в 1980-х, разом з Bijelo dugme. Навіть досі, Азра залишається дуже популярним серед молоді в країнах колишньої Югославії.

## Спадщина
- у 1998 році, музичні критики екс-югославії склали список зі ста найкращих альбомів югославської поп-і рок-музики. У тому списку опинилися п'ять альбомів Азри, причому три з них - у топ-10.
- У списку белградського радіо B92  "100 найкращих пісень колишньої Югославії", присутні чотири пісні Азри. Всі з них у Топ-20.

## Дискографія
- Azra - (Jugoton, 1980)
- Sunčana strana ulice (The Sunny side of the street) - (Double - Југотон, 1981)
- Ravno do dna (Straight to the bottom) - (Triple Live - Jugoton, 1982)
- Filigranski pločnici (The Filigree Sidewalks) - (Double - Jugoton, 1982)
- Kad fazani lete (When pheasants fly) - (Jugoton, 1983)
- Krivo srastanje (The Mistaken Sublimation) - (Jugoton, 1984)
- It Ain't Like the Movies At All  - (Triple - Diskoton, 1986)
- Između krajnosti (In Between Extremes) - (Jugoton, 1987)
- Zadovoljština (Satisfaction) - (Quadruple Live, 1988)

## Виноски
1. ↑  "Und der Sklave sprach: “Ich heiße Mohamet, ich bin aus Yemen, Und mein Stamm sind jene Asra, Welche sterben, wenn sie lieben.”" (trans. "My name is El Muhamed/From the tribe of the old Azras/who die for love/And die when they kiss!")